# Servílio de Jesús
Servílio de Jesús (Bahía, Brasil, 15 de abril de 1914-São Paulo, Brasil, 10 de abril de 1984) fue un jugador y entrenador de fútbol de Brasil que jugó en la posición de centrocampista.

## Carrera

### Club
| Periodo   | Club           |
| --------- | -------------- |
| 1934      | Galícia EC     |
| 1935-1937 | EC Bahia       |
| 1938      | Galícia EC     |
| 1938-1949 | SC Corinthians |
| 1950      | CA Ypiranga    |

### Selección nacional
Jugó para Brasil en siete ocasiones de 1942 a 1945 y anotó un gol; participó en dos ediciones de la Copa América.

### Entrenador
Fue entrenador-jugador del SC Corinthians en 1948.

## Logros
- Campeonato Paulista: 1937